# ストロー (曲)
「ストロー」は、aikoの楽曲。2018年5月2日に38作目のシングルとしてポニーキャニオンから発売された。

## 解説
- 前作「予告」以来約5か月ぶりのシングル[2]。
- 初回限定盤のみカラートレイ仕様。
- 表題曲「ストロー」は日常の何気ない風景を描いた楽曲で、aikoが実際に自宅で経験した日常の幸せから着想を得て制作された[3]。大切な人の幸せを身近な視点から願うこの楽曲は、同じフレーズが曲中で5回登場し「君にいいことがあるように」の語句は10回も使われているのが特徴で、aikoらしいポップサウンドに仕上がっている[3]。Real Soundの久蔵千恵は「7月でデビュー20周年を迎えるaikoの新たな代表曲として長く愛され続ける予感がする。」と評した[3]。
- ミュージックビデオは歌詞になぞらえてaikoが「彼」と朝食を食べるシーンなど同棲生活を思わせる内容で、登場する小物類はaikoの私物を使うなど、歌詞の世界観をリアルに描いたものとなっている[3][4][5]。一方、ライブハウスで撮影された歌唱シーンは、クールなパフォーマンスを披露している[5]。
- 「ストロー」は2018年4月7日放送回からTBS系列の『王様のブランチ』テーマソングに採用された[6]。

## 収録曲
1. ストロー
2. 雨フラシ
3. 夜の風邪
4. ストロー（instrumental）